# Constantin Possiet
Constantin Possiet, in russo Константин Николаевич Посьет?, Konstantin Nikolaevič Pos'et (Pärnu, 21 dicembre 1819 – San Pietroburgo, 26 aprile 1899), è stato un ammiraglio e politico russo.
Era una figura di spicco della Marina imperiale, ministro dei Trasporti (1874-1888), membro e presidente della Società geografica russa, membro onorario dell'Accademia russa delle scienze (1880), membro del Consiglio di Stato (1888).

## Biografia
Nato a Pärnu in Estonia, discendeva dalla nobile famiglia francese Possiet de Rossier, che trasferitasi in Russia sotto il regno di Pietro I ebbe l'incarico di sovrintendere ai vigneti nella zona di Astrachan'. Constantin Possiet de Rossier si era diplomato all'Accademia navale di San Pietroburgo (Санкт-Петербургский военно-морской институт) nel 1836; aveva prestato servizio nel Baltico (1840), facendo diversi rilievi idrografici nel golfo di Finlandia, e nella flotta del mar Nero nel 1846. Specializzato in artiglieria navale aveva pubblicato il libro Artillerie-Exercitium con informazioni sull'organizzazione pratica del servizio di artiglieria su navi straniere, favorendo l'aumento della potenza d'artiglieria delle navi da guerra russe. Un'altra sua opera successiva Armamento della marina militare (Вооружение военных флотов, 1849) gli aveva valso il premio Demidoff.
Tra il 1852 e il 1854 Possiet era nello squadrone dell'ammiraglio Evfimij Vasil'evič Putjatin in missione diplomatica in Giappone, a bordo della fregata Pallada, capitanata da Ivan S. Unkovskij. Facevano parte della spedizione lo scrittore Ivan Aleksandrovič Gončarov e l'ufficiale navale e pioniere dell'aviazione Aleksandr F. Možajskij. Per questa missione che si sarebbe conclusa con il Trattato di Shimoda, Possiet aveva perfettamente imparato l'olandese e il giapponese; Gončarov ne avrebbe fatto il resoconto nel suo libro La fregata Pallada (1858). Possiet aveva anche partecipato alle indagini idrografiche al largo della costa orientale del Territorio del Litorale, nel mar del Giappone, compreso il golfo di Possiet che porta il suo nome. I viaggi e le osservazioni pubblicate avevano fatto di Possiet un esperto del Giappone e, anni dopo, egli aveva negoziato con Enomoto Takeaki il Trattato di San Pietroburgo (1875) che siglava la rinuncia del Giappone all'intera isola di Sachalin in cambio della sovranità indiscussa sulle isole Curili fino alla penisola di Kamčatka.

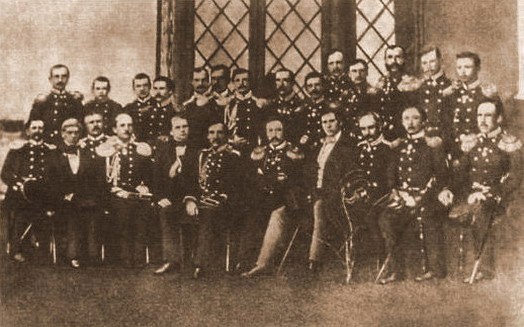
Gli ufficiali della fregata Pallada

Ritornato a San Pietroburgo nel 1858, gli era stato richiesto di supervisionare la formazione del granduca Aleksej Aleksandrovič, figlio dell'imperatore Alessandro II, destinato a una carriera navale. Nel 1860, aveva accompagnato il granduca nei viaggi verso il Mediterraneo e l'oceano Atlantico. Durante una visita negli Stati Uniti, avevano ispezionato lo stato delle ferrovie statunitensi e le vie d'acqua interne e avevano conosciuto Hamilton Fish e altri politici americani. Nel 1870, accompagnato dal granduca, Possiet aveva guidato una spedizione alla Novaja Zemlja. A bordo della fregata Svetlana, nel 1871, andarono in America, Canada, Singapore, Cina, Giappone e Siberia Orientale.
Si deve a lui la fondazione, nel 1872, dell'imperiale società di soccorso ai naufraghi (OSVOD) per l'assistenza e la prevenzione degli incidenti fluviali e marittimi. Tra il 1874 e il 1888 era stato ministro dei Trasporti; si era assunto il compito di estendere la rete ferroviaria russa e il rinnovamento del canale Volga-Baltico. Possiet fece costruire canali navigabili e più di 9.000 km di ferrovia, tra cui la costruzione della ferrovia Samara-Zlatoust, la porzione di testa della futura ferrovia Transiberiana per la quale aveva preparato un dettagliato progetto nel 1875, ma la cui costruzione sarebbe però poi iniziata solo nel 1891. Si era dimesso, nel 1888, da ministro dei Trasporti in seguito all'incidente di Borki in cui era stato coinvolto il treno reale dell'imperatore Alessandro III causando la morte di 21 persone,
ed era stato sostituito dal giovane Sergej Jul'evič Vitte. Possiet lasciò in eredità la sua vasta biblioteca (circa 20.000 volumi) all'Istituto imperiale delle ferrovie di San Pietroburgo.

## Luoghi che hanno preso il suo nome
- Golfo di Possiet (залив Посьета), nella parte occidentale del golfo di Pietro il Grande e il villaggio di Pos'et.
- Isola di Pos'et (остров Посьета), nel mare di Barents, nella baia Rynda, sulla costa nord-orientale della penisola di Kola  (68°55′38″N 36°49′42″E)[10][11].
- Capo Pos'et (мыс Посьета), la punta orientale dell'isola di Rykačev[12].